# Affrontement du poste-frontière de Chaman
 (octobre 2024).
Si vous disposez d'ouvrages ou d'articles de référence ou si vous connaissez des sites web de qualité traitant du thème abordé ici, merci de compléter l'article en donnant les références utiles à sa vérifiabilité et en les liant à la section « Notes et références ».
 (août 2020).
L'affrontement du poste-frontière de Chaman est survenu le 30 juillet 2020 lorsqu'au moins 2 à 4 personnes ont été tuées et des dizaines d'autres ont été blessées lors d'affrontements entre manifestants et forces de sécurité au poste-frontière de Chaman (en) dans le Balouchistan, au Pakistan.

## Conséquences
En conséquence, l'artillerie pakistanaise a frappé la région de Spin Boldak en Afghanistan, selon le gouverneur de la province de Kandahar, Hayatullah Hayat (en). Le ministère de la défense afghan a estimé le nombre de morts à neuf civils, dont un enfant.

## Réactions
Un jour plus tard, le ministre de l'Intérieur du Baloutchistan, Mir Ziaullah Langau (en), et le ministre provincial de l'Agriculture Zmarak Khan Achakzai (en) se sont rendus dans la zone frontalière.
La porte-parole du ministère pakistanais des Affaires étrangères, Aisha Farooqi, a déclaré dans un communiqué que les forces pakistanaises « n'ont pas ouvert le feu en premier et n'ont réagi qu'en légitime défense ».